# Egzekucja w lesie Brzask
Egzekucja w lesie Brzask – masowa egzekucja obywateli polskich przeprowadzona przez okupantów niemieckich w dniu 29 czerwca 1940 roku w lesie Brzask nieopodal Skarżyska-Kamiennej.
Podczas trwającej cały dzień masakry funkcjonariusze SS i policji niemieckiej rozstrzelali ok. 760 osób. W gronie zamordowanych znaleźli się m.in. członkowie polskich organizacji podziemnych oraz przedstawiciele elity społecznej i intelektualnej z terenów przedwojennego województwa kieleckiego, aresztowani w ramach tzw. Akcji AB. Zbrodnia na Brzasku była największą egzekucją przeprowadzoną na Kielecczyźnie w okresie okupacji niemieckiej.

## Skarżysko-Kamienna pod okupacją niemiecką
Od pierwszych dni okupacji niemiecki terror był wymierzony przede wszystkim w przedstawicieli polskich elit społecznych i intelektualnych. Zgodnie z rasistowskim stereotypem Polaka, panującym w III Rzeszy, nazistowscy przywódcy wierzyli, że świadomość narodową posiada tylko polska inteligencja, natomiast lud zajmuje się wyłącznie troską o codzienny byt i jest mu obojętny los państwa. Z tego powodu zakładano, że eksterminacja tzw. warstwy przywódczej pozwoli zniszczyć polską tożsamość narodową i przekształcić polskie społeczeństwo w bierną amorficzną masę, służącą w najlepszym razie jako niewykwalifikowana siła robocza dla III Rzeszy. W ramach tzw. „Akcji Inteligencja” (Intelligenzaktion), prowadzonej na okupowanych ziemiach polskich między wrześniem 1939 a wiosną 1940, Niemcy zamordowali co najmniej 100 000 obywateli polskich. Najwięcej ofiar pochłonęła akcja eksterminacyjna prowadzona na ziemiach wcielonych do Rzeszy (Pomorze, Wielkopolska, Górny Śląsk).
W pierwszych miesiącach okupacji masowe represje wobec polskiej inteligencji miały także miejsce na terytorium tzw. Generalnego Gubernatorstwa. Między innymi w dniach 9–11 listopada 1939 w wielu miastach dystryktu radomskiego przeprowadzono „prewencyjne” aresztowania, w wyniku których zatrzymano kilkuset przedstawicieli miejscowej elity. W Skarżysku-Kamiennej największa akcja represyjna miała jednak miejsce w pierwszych miesiącach 1940 roku. Między 29 stycznia a 10 lutego 1940 Niemcy aresztowali w tym mieście ok. 420 osób, reprezentujących rozmaite środowiska społeczne i polityczne. Po ciężkim śledztwie blisko 360 aresztowanych rozstrzelano w podmiejskim lesie Bór (12–14 lutego 1940). Pretekstem do przeprowadzenia akcji eksterminacyjnej było rozbicie miejscowych struktur Organizacji Orła Białego, lecz prawdopodobnie jej rzeczywistym celem była likwidacja polskiej elity społecznej i intelektualnej w Skarżysku-Kamiennej.

## Początek Akcji AB w dystrykcie radomskim
Wiosną 1940 roku Niemcy zorientowali się, że mimo intensywnych działań eksterminacyjnych prowadzonych we wszystkich dystryktach Generalnego Gubernatorstwa, społeczeństwo polskie otrząsnęło się z szoku po klęsce wrześniowej, a ruch oporu intensyfikuje swoją działalność. Rozpoczęcie niemieckiej ofensywy na Zachodzie odwróciło uwagę światowej opinii publicznej od wydarzeń w Polsce, stąd władze Generalnego Gubernatorstwa postanowiły wykorzystać tę okoliczność do przeprowadzenia zakrojonej na szeroką skalę akcji terrorystycznej – ponownie wymierzonej w polską inteligencję i elity społeczne. 16 maja 1940 miała miejsce w Krakowie konferencja w sprawie „nadzwyczajnych posunięć koniecznych dla zabezpieczenia spokoju i porządku w Generalnym Gubernatorstwie”, w trakcie której generalny gubernator Hans Frank zlecił SS-Brigadeführerowi Bruno Streckenbachowi, dowódcy SD i policji bezpieczeństwa w Generalnym Gubernatorstwie, przeprowadzenie „nadzwyczajnej akcji pacyfikacyjnej” (niem. Außerordentliche Befriedungsaktion – AB). Podczas kolejnej konferencji, która miała miejsce w dniu 30 maja 1940, Frank doprecyzował, że celem Akcji AB będzie „przyspieszona likwidacja znajdującej się w naszych rękach większości buntowniczych polityków, głoszących opór i innych osobników politycznie podejrzanych, jak również równoczesne położenie kresu tradycyjnej polskiej przestępczości”. Postanowiono, że aresztowanych nie należy kierować do obozów koncentracyjnych, lecz „likwidować na miejscu w najprostszy sposób”. Streckenbach przewidywał, że w ramach Akcji AB zamordowanych zostanie co najmniej 3500 osób uznawanych za „kwiat polskiej inteligencji i ruchu oporu” oraz kilka tysięcy przestępców kryminalnych.
Począwszy od czerwca 1940 we wszystkich miastach dystryktu radomskiego przeprowadzane były obławy i masowe aresztowania. Po krótkim pobycie w lokalnych więzieniach i aresztach większość zatrzymanych Polaków została deportowana do obozów koncentracyjnych. Między innymi już w pierwszej fazie akcji blisko 1000 osób zostało wywiezionych do KL Sachsenhausen. Z kolei w sierpniu 1940 roku z miejscowych więzień odeszły transporty do KL Buchenwald i KL Ravensbrück. Wielu więźniów zostało także zamordowanych na miejscu – zazwyczaj na podstawie wyroków policyjnego sądu doraźnego, któremu przewodniczył komendant SD i policji bezpieczeństwa w Radomiu (KdS), SS-Hauptsturmführer Fritz Liphardt.
Tymczasem już na początku czerwca do Skarżyska-Kamiennej przybyła specjalna jednostka SS, która ulokowała się w budynku szkoły powszechnej nr 1 przy ul. Stanisława Konarskiego. Szkolne pomieszczenia zamieniono na kwatery i więzienne cele. W mieście rozpoczęły się wkrótce masowe aresztowania, których ofiarą padło prawdopodobnie ok. 200 osób. Ponadto do szkoły przy ul. Konarskiego zaczęto zwozić Polaków zatrzymanych w innych miejscowościach dystryktu radomskiego – Kielcach, Starachowicach, Sandomierzu, Busku-Zdroju, Iłży, Opatowie, Ostrowcu Świętokrzyskim oraz mniejszych miejscowościach powiatów iłżeckiego, kieleckiego i opatowskiego. Po pewnym czasie więźniów zaczęto także umieszczać w pomieszczeniach szkoły na Bzinie, którą Niemcy wykorzystywali jako prowizoryczny areszt już od kwietnia 1940. Aresztowani Polacy zostali poddani ciężkiemu śledztwu. W obu szkołach Niemcy urządzili izby przesłuchań, w których torturowano zatrzymanych. Pożywienie dostarczał więźniom doraźnie powołany komitet obywatelski, działający pod szyldem PCK.
Historykom udało się zidentyfikować tylko niewielką liczbę aresztowanych. Ustalono, że więźniowie szkoły przy ul. Konarskiego reprezentowali rozmaite środowiska społeczne oraz pochodzili z różnych miejscowości. Prawdopodobnie przeważali wśród nich chłopi i robotnicy, choć w gronie aresztowanych znalazło się także wielu przedstawicieli inteligencji (zwłaszcza nauczycieli), jak również liczni pracownicy służby leśnej oraz osoby nieletnie. Więźniowie ze Skarżyska-Kamiennej stanowili mniejszość wśród aresztowanych. Większość pochodziła z pozostałych miejscowości dystryktu radomskiego.

## Przebieg egzekucji
28 czerwca 1940 Niemcy przerwali przesłuchania więźniów prowadzone w szkole powszechnej nr 1. Aresztantów zaczęto pojedynczo doprowadzać do jednego ze szkolnych pomieszczeń, gdzie urzędowała komisja złożona z ok. 10 esesmanów. Na miejscu więzień musiał podać swoje nazwisko, po czym bez dalszych indagacji był odprowadzany do celi.
Następnego dnia zaczęto wywozić aresztowanych Polaków na miejsce kaźni w lesie Brzask, położonym ok. pół kilometra na północny wschód od wsi Zagórze. Przez cały dzień niemieckie ciężarówki kursowały pomiędzy Brzaskiem a szkołą przy ul. Konarskiego. Więźniów grupami po 20–30 osób dowożono do lasu i rozstrzeliwano nad uprzednio wykopanymi dołami. Na podstawie wyników przeprowadzonej po wojnie ekshumacji historycy szacują, że tego dnia rozstrzelano w lesie Brzask około 760 Polaków. Zeznania świadków wskazywały, że liczba więźniów, których 29 czerwca wywieziono na śmierć ze szkoły przy ul. Konarskiego była mniejsza niż liczba ofiar lutowej egzekucji na Borze. Wyniki ekshumacji wskazywały tymczasem, że liczba Polaków zamordowanych na Brzasku mogła być nawet o połowę większa niż liczba ofiar masakry w lesie Bór. Zdaniem Andrzeja Jankowskiego może to oznaczać, że większość ofiar czerwcowej egzekucji została dowieziona na miejsce kaźni ze szkoły na Bzinie oraz z innych więzień dystryktu radomskiego. W odróżnieniu od lutowej egzekucji na Borze Niemcy zrezygnowali także z jakichkolwiek pozorów praworządności, rozstrzeliwując wszystkich skazańców bez wyroku sądowego. Masowy mord na Brzasku był największą egzekucją przeprowadzoną na Kielecczyźnie w okresie okupacji niemieckiej.
Andrzej Jankowski oceniał, że tylko ok. 40 więźniów ze szkoły przy ul. Konarskiego uniknęło rozstrzelania w lesie Brzask. Zostali oni wywiezieni do więzienia w Radomiu. 4 lipca 1940 na radomskim Firleju rozstrzelano co najmniej 23 osoby, w tym licznych więźniów Skarżyska-Kamiennej i sąsiednich miejscowości. Ofiarą tej egzekucji padli jednak przede wszystkim obywatele Skarżyska zatrzymani zimą 1939/40. Do końca sierpnia 1940 ostatni aresztanci ze Skarżyska, którzy wciąż jeszcze byli przetrzymywani w radomskim więzieniu, zostali wywiezieni do Sachsenhausen i Buchenwaldu.

### Ofiary
W lesie Brzask nie ginęły wyłącznie ofiary Akcji AB. W gronie zamordowanych znalazły się także osoby aresztowane we wcześniejszym okresie, podejrzewane o działalność w ruchu oporu lub złamanie rozmaitych zarządzeń okupanta. W tej ostatniej grupie znalazło się m.in. 19 chłopów ze wsi Królewiec, uwięzionych w kwietniu 1940 podczas obławy na oddział majora „Hubala” (→ pacyfikacje „hubalowskie”). Z tego względu Andrzej Jankowski przypuszczał, iż Niemcy zamierzali podczas tej egzekucji zlikwidować jak największą liczbę potencjalnych przeciwników, przetrzymywanych dotąd w rozmaitych aresztach i więzieniach dystryktu radomskiego.
Lista zidentyfikowanych ofiar egzekucji w lesie Brzask liczy 127 nazwisk. W gronie zamordowanych znaleźli się m.in.:
- działacze społeczni i polityczni – Marian Artomski (architekt, działacz Stronnictwa Ludowego, członek Organizacji Orła Białego), Stanisław Krawczyński (lekarz ginekolog, dyrektor Fundacji Szpitala św. Ducha w Sandomierzu, w latach 1930-1939 poseł na Sejm RP z ramienia BBWR i OZN), Wiktor Kwiatkowski (rzemieślnik, komendant „Strzelca” w Starachowicach), Kazimierz Wrona (harcmistrz z Opatowa);
- nauczyciele – Henryk Biernacki (nauczyciel ze Starachowic), Stanisław Koziarski (nauczyciel gimnazjum w Opatowie), Józef Nowak (nauczyciel ze Starachowic, instruktor sportowy), Michał Pawlik (kierownik szkoły powszechnej w Starachowicach), Franciszek Szarzyński (nauczyciel gimnazjum w Opatowie), Antoni Szwed (nauczyciel z okolic Ostrowca Świętokrzyskiego);
- urzędnicy – Bogusław Corn (urzędnik Ubezpieczalni Społecznej w Radomiu, członek Organizacji Orła Białego), Eugeniusz Henz (urzędnik ze Skarżyska-Kamiennej, działacz ZHP), Karol Mąciwoda (urzędnik z Iłży), Kazimierz Sionek (urzędnik z Iłży), Henryk Zieliński (urzędnik z Warszawy, podporucznik rezerwy, aresztowany w Sandomierzu);
- prawnicy – Stanisław Cabaj (sekretarz w kancelarii notarialnej w Skarżysku-Kamiennej), Antoni Dec (sekretarz sądu w Opatowie), Feliks Renner (notariusz z Iłży);
- oficerowie i żołnierze WP – Tadeusz Cichocki (pilot wojskowy, członek ZWZ), Jerzy Choma (porucznik WP, instruktor Przysposobienia Wojskowego, członek Organizacji Orła Białego), Zdzisław Lipiński (porucznik WP, inżynier), Kazimierz Starewicz (kapitan WP, komendant Przysposobienia Wojskowego na powiat iłżecki, członek Organizacji Orła Białego);
- pracownicy Państwowej Fabryki Amunicji w Skarżysku-Kamiennej – Roman Bilski (technik w PFA, porucznik rezerwy), Wojciech Michnowski (pirotechnik, brygadzista w PFA);
- przedsiębiorcy, rzemieślnicy, przedstawiciele wolnych zawodów – Henryk Krzakowski (farmaceuta z Opatowa), Leon Rzepecki (malarz z Opatowa), Adam Szymański (kupiec z Iłży), Marian Zaczyński (garbarz, pracownik PKP, działacz ZHP w Skarżysku-Kamiennej).

## Epilog
Po zakończeniu masakry oddział SS opuścił szkołę przy ul. Konarskiego. Zatrudnionym tam woźnym polecono uporządkować sale i zatrzeć wszelkie ślady, które mogłyby świadczyć, że w budynku przetrzymywano i torturowano polskich więźniów.
Już w lipcu 1940 roku czterej skarżyscy harcerze (Józef Cichosz, Jan Orzechowski, Władysław Wasilewski, Franciszek Cichosz) oznaczyli granice masowej mogiły na Brzasku, a następnie opiekowali się nią niemal do końca okupacji. Dzięki temu po wojnie było możliwe odnalezienie grobu i uczczenie pogrzebanych w nim ofiar niemieckiego terroru.
Po wojnie na miejscu zbiorowej mogiły w lesie Brzask postawiono pomnik w kształcie obelisku z rzeźbą orła. Na pomniku znajdują się dwie tablice. Napis na pierwszej z nich głosi: „Zbiorowy grób uczestników ogólnonarodowej walki przeciwko faszystom niemieckim: kobiet i mężczyzn, robotników i urzędników, wolnych zawodów i harcerzy, mieszkańców miasta Skarżyska, Końskich, Iłży, Starachowic, Ostrowca Św., Ćmielowa, Opatowa, Buska, Sandomierza, Radomia i Kielc. Spoczywa tu 760 osób zamordowanych w dniach 25-29.06.1940 r. Cześć ich pamięci”. Na drugiej tablicy widnieje natomiast napis o treści: „Przechodniu! Powiedz Polsce, tu leżym, Jej syny: posłuszni i wierni do ostatniej godziny”.

## Odpowiedzialność sprawców
Odpowiedzialność za działania prowadzone wiosną i latem 1940 roku przez niemiecki aparat bezpieczeństwa w dystrykcie radomskim – a więc również za egzekucję w lesie Brzask – spada w pierwszym rzędzie na ówczesnego gubernatora dystryktu, Karla Lascha, oraz ówczesnego Dowódcę SS i Policji w dystrykcie radomskim – SS-Oberführera Fritza Katzmanna. Lasch zmarł w niejasnych okolicznościach w czerwcu 1942 roku. Katzmann do swojej śmierci w 1957 ukrywał się w zachodnioniemieckim Darmstadt pod przybranym nazwiskiem.
Szczególną rolę podczas akcji eksterminacyjnej odgrywał jednak podległy im SS-Hauptsturmführer Fritz Liphardt, który jako komendant SD i policji bezpieczeństwa w Radomiu odpowiadał osobiście za realizację Akcji AB na terenie dystryktu radomskiego, a także przewodniczył policyjnemu sądowi doraźnemu (niem. Standgericht), wydającemu wyroki śmierci na polskich więźniów politycznych. Liphardt popełnił samobójstwo w 1947, wkrótce po ekstradycji do Polski.